# Okręgi wyborcze w Polsce (1935–1939)
Okręgi wyborcze w Polsce (1935–1939) – 104 okręgi wyborcze wprowadzone w II Rzeczypospolitej mocą Ustawy z 8 lipca 1935 r. Ordynacja wyborcza do Sejmu.
Ustawa z 8 lipca 1935 r. Ordynacja wyborcza do Sejmu, wprowadzała w porównaniu do starej ordynacji wyborczej z 28 lipca 1922 r. inną liczbę posłów, oraz liczbę okręgów wyborczych. Artykuł 1 ordynacji stwierdzał, że sejm będzie składał się z 208 posłów. Natomiast artykuł 6. pkt. 1. dzielił Polskę na 104 okręgi wyborcze, a na każdy okręg wyborczy przypadały 2 mandaty poselskie. Okręg wyborczy mógł obejmować jeden lub kilka powiatów. W przypadku największych miast, były one dzielone na kilka okręgów. W tym przypadku okręgi obejmowały obszar jurysdykcji kilku komisariatów Policji Państwowej.
Spis okręgów wyborczych został zawarty w załączniku do Ustawy.
Głosowanie według procedur przyjętych w wyżej wspomnianej ustawie, przeprowadzono dwa razy: 8 września 1935 r. i 6 listopada 1938 r.

## Lista okręgów wyborczych w wyborach do Sejmu
| Nr  | Siedziba OKW        | Obszar                                                                              |
| --- | ------------------- | ----------------------------------------------------------------------------------- |
| 1   | Warszawa            | Komisariaty Policji Państwowej: I, II, XII, XXVI                                    |
| 2   | Warszawa            | Komisariaty Policji Państwowej: III, IV, V                                          |
| 3   | Warszawa            | Komisariaty Policji Państwowej: VI, VII, XIX, XXII                                  |
| 4   | Warszawa            | Komisariaty Policji Państwowej: VIII, XI, XVI, XXIII                                |
| 5   | Warszawa            | Komisariaty Policji Państwowej: IX, X, XIII, XX, XXI                                |
| 6   | Warszawa            | powiat: prasko-warszawski miejski                                                   |
| 7   | Warszawa            | powiat: warszawski                                                                  |
| 8   | Pułtusk             | powiaty: pułtuski, radzymiński, mińsko-mazowiecki                                   |
| 9   | Mława               | powiaty: mławski, ciechanowski, przasnyski, makowski                                |
| 10  | Sierpc              | powiaty: sierpecki, rypiński, lipnowski                                             |
| 11  | Włocławek           | powiaty: włocławski, nieszawski, kutnowski                                          |
| 12  | Płock               | powiaty: płocki, płoński, gostyniński                                               |
| 13  | Łowicz              | powiaty: łowicki, sochaczewski, błoński                                             |
| 14  | Skierniewice        | powiaty: skierniewicki, grójecki, rawsko-mazowiecki                                 |
| 15  | Łódź                | Komisariaty Policji Państwowej: II, III, V                                          |
| 16  | Łódź                | Komisariaty Policji Państwowej: I, IV, VI, VII, X                                   |
| 17  | Łódź                | Komisariaty Policji Państwowej: VIII, IX, XI, XII, XIII, XIV                        |
| 18  | Łódź                | powiaty: łódzki, łęczycki                                                           |
| 19  | Koło                | powiaty: kolski, koniński                                                           |
| 20  | Kalisz              | powiaty: kaliski, turecki                                                           |
| 21  | Sieradz             | powiaty: sieradzki, łaski                                                           |
| 22  | Piotrków            | powiaty: piotrkowski, brzeziński                                                    |
| 23  | Radomsko            | powiaty: radomszczański, wieluński                                                  |
| 24  | Kielce              | powiaty: kielecki, włoszczowski                                                     |
| 25  | Częstochowa         | powiaty: częstochowski miejski, częstochowski                                       |
| 26  | Zawiercie           | powiaty: zawierciański, olkuski                                                     |
| 27  | Sosnowiec           | powiaty: sosnowiecki miejski, będziński                                             |
| 28  | Jędrzejów           | powiaty: jędrzejowski, miechowski, pińczowski                                       |
| 29  | Sandomierz          | powiaty: sandomierski, stopnicki                                                    |
| 30  | Opatów              | powiaty: opatowski, iłżecki                                                         |
| 31  | Końskie             | powiaty: konecki, opoczyński                                                        |
| 32  | Radom               | powiaty: radomski miejski, radomski, kozienicki                                     |
| 33  | Lublin              | powiaty: lubelski miejski, lubelski                                                 |
| 34  | Puławy              | powiaty: puławski, janowski                                                         |
| 35  | Zamość              | powiaty: zamojski, biłgorajski, tomaszowski                                         |
| 36  | Chełm               | powiaty: chełmski, krasnystawski, hrubieszowski                                     |
| 37  | Biała Podlaska      | powiaty: bialski, włodawski, radzyński                                              |
| 38  | Łuków               | powiaty: łukowski, garwoliński, lubartowski                                         |
| 39  | Siedlce             | powiaty: siedlecki, sokołowski, węgrowski                                           |
| 40  | Białystok           | powiaty: białostocki miejski, białostocki, szczuczyński                             |
| 41  | Ostrów Mazowiecka   | powiaty: ostrowski, wysoko-mazowiecki, bielski                                      |
| 42  | Łomża               | powiaty: łomżyński, ostrołęcki                                                      |
| 43  | Suwałki             | powiaty: suwalski, augustowski, sokólski                                            |
| 44  | Grodno              | powiaty: grodzieński, wołkowyski                                                    |
| 45  | Wilno               | Komisariaty Policji Państwowej: I, II, VI oraz miasto Nowa Wilejka                  |
| 46  | Wilno               | Komisariaty Policji Państwowej: III, IV, V                                          |
| 47  | Wilno               | powiaty: wileńsko-trocki bez miasta Nowa Wilejka, święciański                       |
| 48  | Głębokie            | powiaty: dziśnieński, brasławski, postawski                                         |
| 49  | Oszmiana            | powiaty: oszmiański, wilejski, mołodeczański                                        |
| 50  | Lida                | powiaty: lidzki, wołożyński                                                         |
| 51  | Nowogródek          | powiaty: nowogródzki, szczuczyński, słonimski                                       |
| 52  | Baranowicze         | powiaty: baranowiecki, nieświeski, stołpecki                                        |
| 53  | Brześć nad Bugiem   | powiaty: brzeski, prużański                                                         |
| 54  | Kobryń              | powiaty: kobryński, drohicki, kosowski, koszyrski                                   |
| 55  | Pińsk               | powiaty: piński, łuniniecki, stoliński                                              |
| 56  | Łuck                | powiaty: łucki, horochowski                                                         |
| 57  | Kowel               | powiaty: kowelski, lubomelski, włodzimierski                                        |
| 58  | Sarny               | powiaty: sarneński, kostopolski                                                     |
| 59  | Równe               | powiaty: rówieński, zdołbunowski                                                    |
| 60  | Krzemieniec         | powiaty: krzemieniecki, dubieński                                                   |
| 61  | Tarnopol            | powiaty: tarnopolski, zbaraski, skałacki                                            |
| 62  | Złoczów             | powiaty: złoczowski, kamionecki, radziechowski, brodzki                             |
| 63  | Brzeżany            | powiaty: brzeżański, przemyślański, zborowski                                       |
| 64  | Buczacz             | powiaty: buczacki, trembowelski, podhajecki                                         |
| 65  | Czortków            | powiaty: czortkowski, kopyczyniecki, borszczowski, zaleszczycki                     |
| 66  | Stanisławów         | powiaty: stanisławowski, tłumacki, nadwórniański                                    |
| 67  | Kołomyja            | powiaty: kołomyjski, horodeński, śniatyński, kossowski                              |
| 68  | Kałusz              | powiaty: kałuski, rohatyński, doliński                                              |
| 69  | Stryj               | powiaty: stryjski, żydaczowski, bóbrecki                                            |
| 70  | Lwów                | Komisariaty Policji Państwowej: II, III, V, VIII, IX                                |
| 71  | Lwów                | Komisariaty Policji Państwowej: I, IV, VI, VII, X                                   |
| 72  | Lwów                | powiaty: lwowski, gródecki, mościski                                                |
| 73  | Sokal               | powiaty: sokalski, żółkiewski, rawski, lubaczowski                                  |
| 74  | Przemyśl            | powiaty: przemyski, jarosławski, jaworowski                                         |
| 75  | Drohobycz           | powiaty: drohobycki, rudecki                                                        |
| 76  | Sambor              | powiaty: samborski, dobromilski, turczański                                         |
| 77  | Sanok               | powiaty: sanocki, leski, krośnieński                                                |
| 78  | Rzeszów             | powiaty: rzeszowski, brzozowski, kolbuszowski                                       |
| 79  | Łańcut              | powiaty: łańcucki, przeworski, niżański, tarnobrzeski                               |
| 80  | Kraków              | Komisariaty Policji Państwowej: I, II, III                                          |
| 81  | Kraków              | Komisariaty Policji Państwowej: IV, V, VI                                           |
| 82  | Kraków              | powiaty: krakowski, chrzanowski                                                     |
| 83  | Bochnia             | powiaty: bocheński, limanowski, brzeski                                             |
| 84  | Tarnów              | powiaty: tarnowski, dąbrowski, mielecki                                             |
| 85  | Jasło               | powiaty: jasielski, ropczycki, gorlicki                                             |
| 86  | Nowy Sącz           | powiaty: nowosądecki, nowotarski                                                    |
| 87  | Wadowice            | powiaty: wadowicki, żywiecki, myślenicki                                            |
| 88  | Katowice            | powiaty: katowicki miejski, chorzowski miejski                                      |
| 89  | Katowice            | powiat katowicki                                                                    |
| 90  | Świętochłowice      | powiaty: świętochłowicki, tarnogórski, lubliniecki                                  |
| 91  | Rybnik              | powiaty: rybnicki, pszczyński                                                       |
| 92  | Bielsko             | powiaty: bielski miejski, bielski, bialski, cieszyński                              |
| 93  | Poznań              | Komisariaty Policji Państwowej: I, III, IV, V                                       |
| 94  | Poznań              | Komisariaty Policji Państwowej: II, VI, VII, VIII                                   |
| 95  | Poznań              | powiaty: poznański, obornicki, czarnkowski, międzychodzki, szamotulski, nowotomyski |
| 96  | Leszno              | powiaty: leszczyński, wolsztyński, kościański, śremski, gostyński, rawicki          |
| 97  | Ostrów Wielkopolski | powiaty: ostrowski, kępiński, krotoszyński, jarociński                              |
| 98  | Gniezno             | powiaty: gnieźnieński miejski, gnieźnieński, średzki, wrzesiński, wągrowiecki       |
| 99  | Inowrocław          | powiaty: inowrocławski miejski, inowrocławski, mogileński, żniński, szubiński       |
| 100 | Bydgoszcz           | powiaty: bydgoski miejski, bydgoski, wyrzyski, chodzielski                          |
| 101 | Toruń               | powiaty: toruński miejski, toruński, chełmiński, wąbrzeski                          |
| 102 | Grudziądz           | powiaty: grudziądzki miejski, grudziądzki, brodnicki, lubawski, działdowski         |
| 103 | Chojnice            | powiaty: chojnicki, sępoleński, tucholski, świecki, starogardzki, tczewski          |
| 104 | Gdynia              | powiaty: gdyński miejski, morski, kartuski, kościerski                              |

## Senat
Zgodnie z konstytucją kwietniową i ordynacją wyborczą Senat miał liczyć 96 senatorów, z czego 32 mianował prezydent, zaś 64 wybierali obywatele polscy, którzy z tytułu wykształcenia, zasług czy zaufania mieli prawo wyborcze. Senatorów wybierano na wojewódzkich kolegach wyborczych.
Liczba senatorów z poszczególnych województw:
- 6 – Warszawa
- 6 – województwo kieleckie
- 6 – województwo lwowskie
- 5 – województwo łódzkie
- 5 – województwo warszawskie
- 4 – województwo krakowskie
- 4 – województwo lubelskie
- 4 – województwo poznańskie
- 4 – województwo wołyńskie
- 3 – województwo białostockie
- 3 – województwo tarnopolskie
- 3 – województwo śląskie
- 3 – województwo wileńskie
- 2 – województwo nowogrodzkie
- 2 – województwo poleskie
- 2 – województwo pomorskie
- 2 – województwo stanisławowskie